# Многостен
Многостен, или още полиедър, е всяка затворена повърхнина, съставена от краен брой равнинни многоъгълници, наречени стени. Пресечните линии на всеки две съседни стени образуват ръбовете на многостена. Точките, в които три или повече стени (или ръбове) се срещат, се наричат върхове на многостена.
Две са условията, на които един геометричен обект трябва да отговаря, за да бъде многостен:
1. всяка от страните на многоъгълник или няма обща точка с друг многоъгълник освен връх, или е страна на още само един многоъгълник,
2. дадените многоъгълници не могат да се разделят на две групи така, че никой многоъгълник от едната група не може да няма обща точка с никой от многоъгълниците от другата група (т.е. многостенът се състои само от една част).

## Видове многостени

### Изпъкнали и вдлъбнати
Многостените биват изпъкнали (ако всичките им точки лежат в едно и също полупространство, определено от равнината на която и да е стена) или вдлъбнати (в противен случай). Свойство на изпъкналите многостени е, че всичките им стени представляват изпъкнали многоъгълници.

### Правилни и полуправилни
Известни са пет правилни многостена, наречени платонови тела, и тринадесет полуправилни, наречени архимедови тела.
|  |  |  |  |  |

Съществуват безброй много призми и антипризми, които са изпъкнали полуправилни многостени. Призмите имат за основи два еднакви правилни n-ъгълника, разположени в успоредни равнини, а околната им повърхнина е съставена от n на брой квадрата (т.е. височината на призмата е равна на дължината на страната на основата. Антипризмите също имат за основи два еднакви правилни n-ъгълника, разположени в успоредни равнини, но едната основа е завъртяна спрямо другата под ъгъл 180°/n така, че околната повърхнина на антипризмата се състои от 2n равностранни триъгълника.
Ако не е наложено изискването правилните многостени да са изпъкнали, се получават още четири тела, известни като многостени на Кеплер-Поансо.
|  |  |  |  |

### Ойлерова характеристика
Леонард Ойлер поставя основата за класификацията на многостените, използвана и при теоретизирането на платоновите тела. Ойлеровата характеристика се бележи с гръцката буква {\displaystyle \chi } и формулира връзката между броя върхове (B), ръбове (P) и страни (C) на всеки многостен:
{\displaystyle \chi =B-P+C}
За изпъкналите многостени ойлеровата характеристика е 2, така се получава т.нар. формула на Ойлер за многостени:
{\displaystyle 2=B-P+C}
| Многостен       | Общ вид | Върхове В | Ръбове Р | Страни С | Ойлерова характеристика: В - Р + С |
| --------------- | ------- | --------- | -------- | -------- | ---------------------------------- |
| Тетраедър       |         | 4         | 6        | 4        | 2                                  |
| Хексаедър (куб) |         | 8         | 12       | 6        | 2                                  |
| Октаедър        |         | 6         | 12       | 8        | 2                                  |
| Додекаедър      |         | 20        | 30       | 12       | 2                                  |
| Икосаедър       |         | 12        | 30       | 20       | 2                                  |

## Многостени по броя на стените
- Едностен – 2
- Двустен – ∞
- Тристен – 2
- Четиристен – 2
- Петостен – 3